# إيفو كابوت
إيفو كابوت هو لاعب كرة قدم كرواتي في مركز الهجوم، ولد في 15 فبراير 1993 في دوبروفنيك في كرواتيا. لعب مع هايدوك سبليت.